# Jack Hulbert
Jack Hulbert, all'anagrafe John Norman Hulbert (Ely, 24 aprile 1892 – Londra, 25 marzo 1978), è stato un attore e scrittore inglese.

## Biografia
Fratello dell'attore Claude Noel Hulbert, studiò all'Università di Cambridge, vicino di casa di Sally Ann Howes.
Nel 1916 sposò l'attrice Cicely Courtneidge, sua partner in diversi film. Iniziò la sua carriera cinematografica nel 1930, con un ruolo nel film Parla Elstree.

## Filmografia
- Parla Elstree (Elstree Calling), regia di André Charlot (1930)
- The Ghost Train, regia di Walter Forde (1931)
- Sunshine Susie, regia di Victor Saville (1931)
- Jack's the Boy, regia di Walter Forde (1932)
- Love on Wheels, regia di Victor Saville (1932)
- Happy Ever After, regia di Paul Martin, Robert Stevenson (1932)
- Falling for You, regia di Jack Hulbert, Robert Stevenson (1933)
- Jack Ahoy, regia di Walter Forde (1934)
- The Camels Are Coming, regia di Tim Whelan, Robert Stevenson (1934)
- Bulldog Jack, regia di Walter Forde (1935)
- Jack of All Trades, regia di Jack Hulbert, Robert Stevenson (1936)
- Take My Tip, regia di Herbert Mason (1937)
- Paradiso per due (Paradise for Two), regia di Thornton Freeland (1937)
- Il treno scomparso (Kate Plus Ten), regia di Reginald Denham (1938)
- Under Your Hat, regia di Maurice Elvey (1940)
- Into the Blue, regia di Herbert Wilcox (1950)
- Stupenda conquista (The Magic Box), regia di John Boulting (1951)
- Miss Tulip Stays the Night, regia di Leslie Arliss (1955)
- La tela del ragno (The Spider's Web), regia di Godfrey Grayson (1960)
- Not Now Darling, regia di Ray Cooney, David Croft (1973)
- The Cherry Picker, regia di Peter Curran (1974)